# Francisco J. Serrano
Francisco J. Serrano y Álvarez de la Rosa (Ciudad de México, 12 de marzo de 1900 - 3 de diciembre de 1982)  fue un arquitecto e ingeniero civil mexicano. Gran parte de sus obras se localizan en las colonias Condesa, Hipódromo Condesa y Polanco de la Ciudad de México.

## Biografía
A los 15 años quedó huérfano y heredó el cine Fénix, ubicado en la colonia Santa María la Ribera. Estudió ingeniería civil y arquitectura en la Universidad Nacional Autónoma de México (UNAM), donde también fue profesor de ingeniería civil y arquitectura. En sus primeras obras, puso en práctica el estilo colonial californiano, como en el Pasaje Comercial Polanco; tiempo después, comienza a construir bajo la tendencia streamline del Art-Deco, siendo su máxima expresión el Edificio Basurto.
Es parte de una familia dedicada a la arquitectura. Fue hijo de J. Francisco Serrano y padre de Francisco Serrano Cacho.

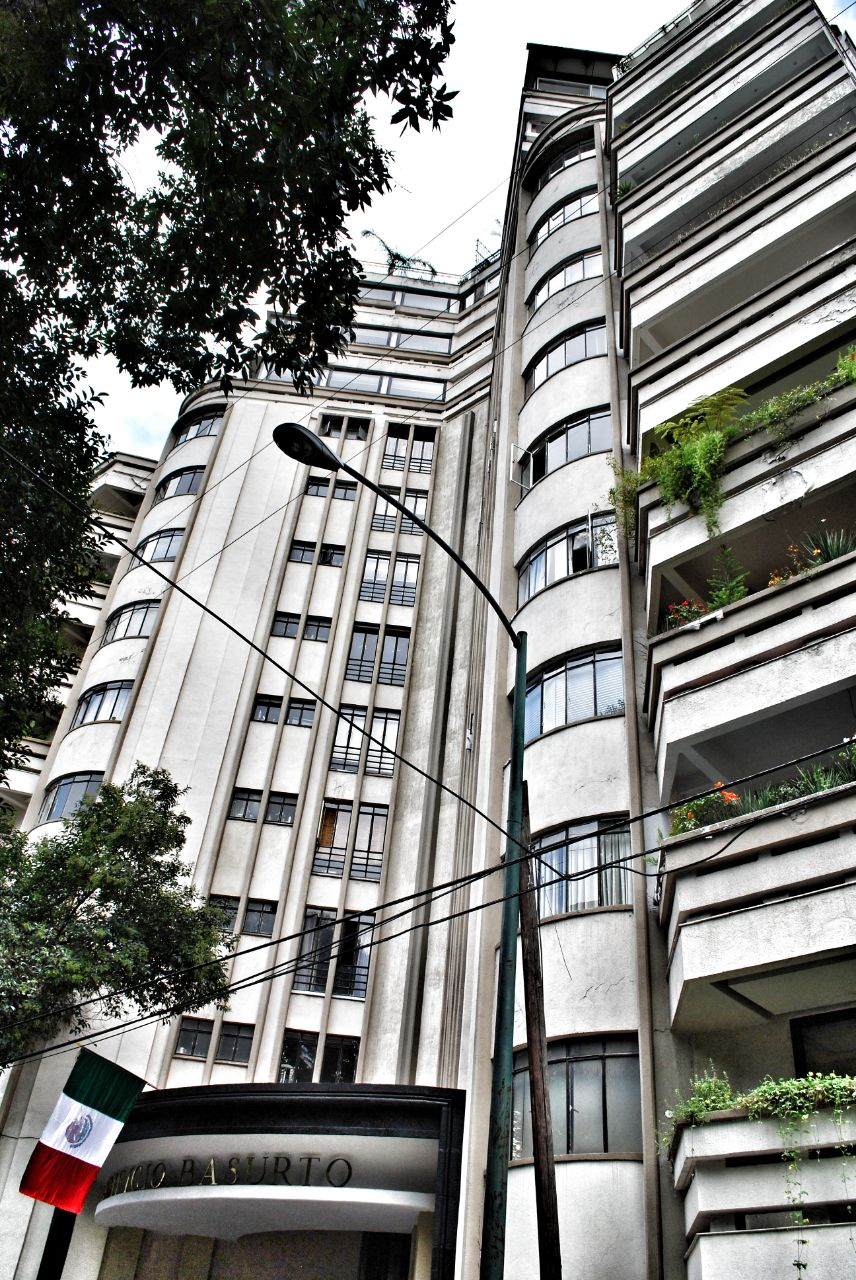
Edificio Basurto

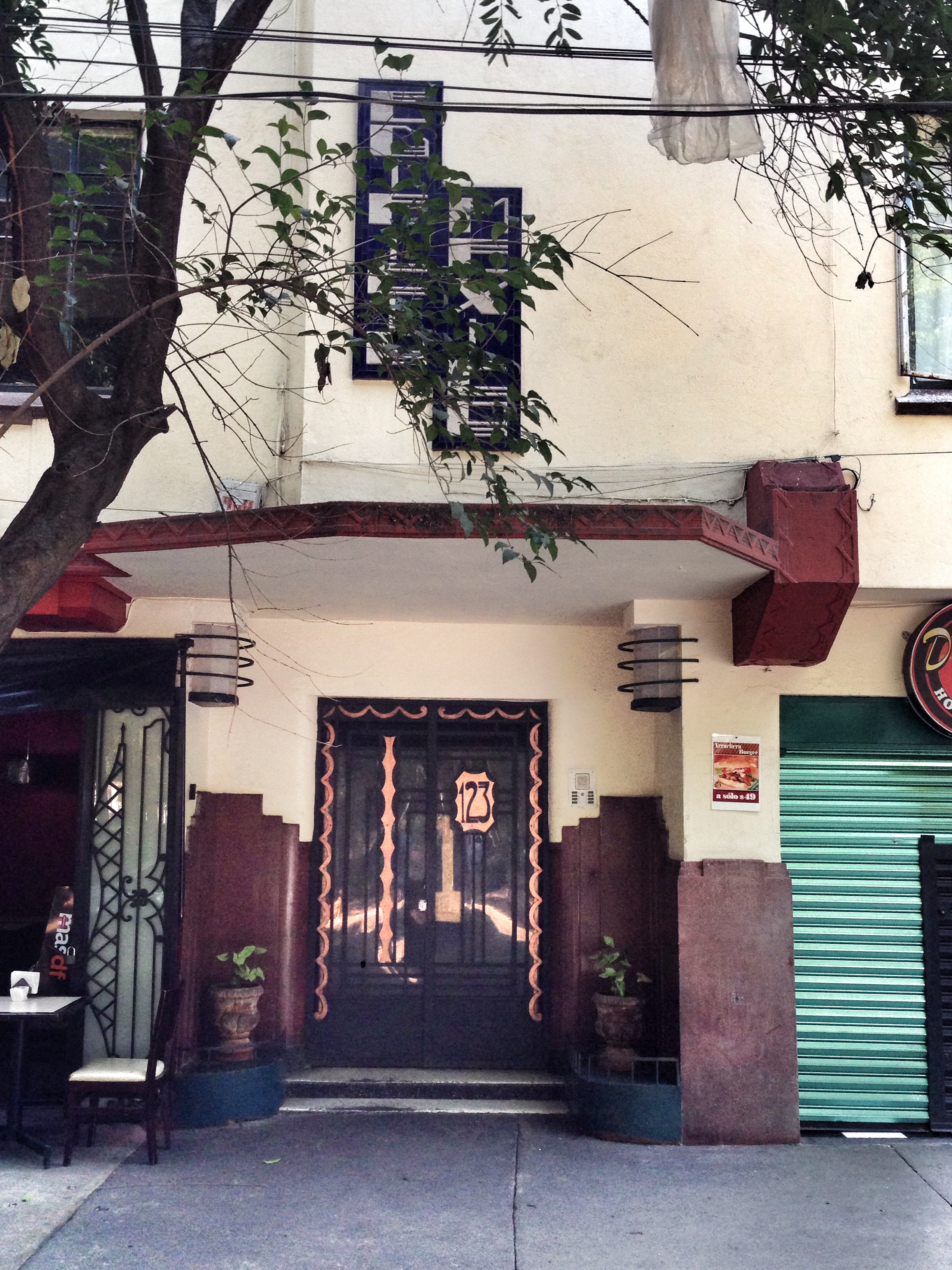
Edificio México - entrada

## Obras

### Edificios en Colonia Hipódromo,Condesa, México, D.F.
- Edificio Basurto (1942-1945)[2]
- Edificio México (1932)[2]
- Laredo 5 (1933)[2]
- Laredo 22 (1942, 1971, 1985)[2]
- Nuevo León 68 (1952)[2]
- Cine Auditorio Plaza (con Fernando Pineda), (esq. Nuevo León, Tamaulipas, y Juan Escutia)[2]
- Edificio Confort[2]
- Edificio ACRO (1937), esq. Insurgentes y Quintana Roo[2]
- Edificio Insurgentes or Glorieta (1938), esq. Insurgentes y Chilpancingo[2]
- Chilpancingo 39[2]
- Edificio "Casas Jardines" (1928-1930), Amsterdam 285 esq. Sonora[2]

### Otros
- Casa en la calle Antonio del Castillo 33 en la Colonia San Rafael (1926)

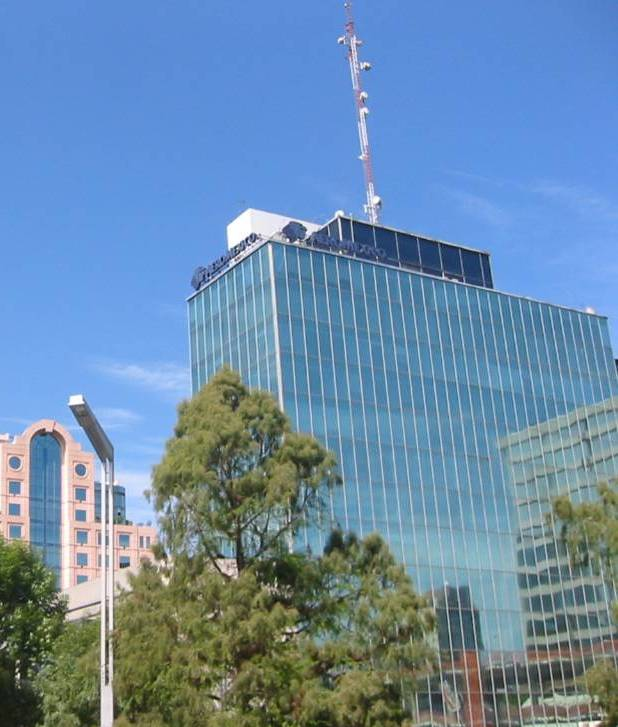
Edificio Centro Olímpico (ahora oficinas corporativas Aeroméxico)

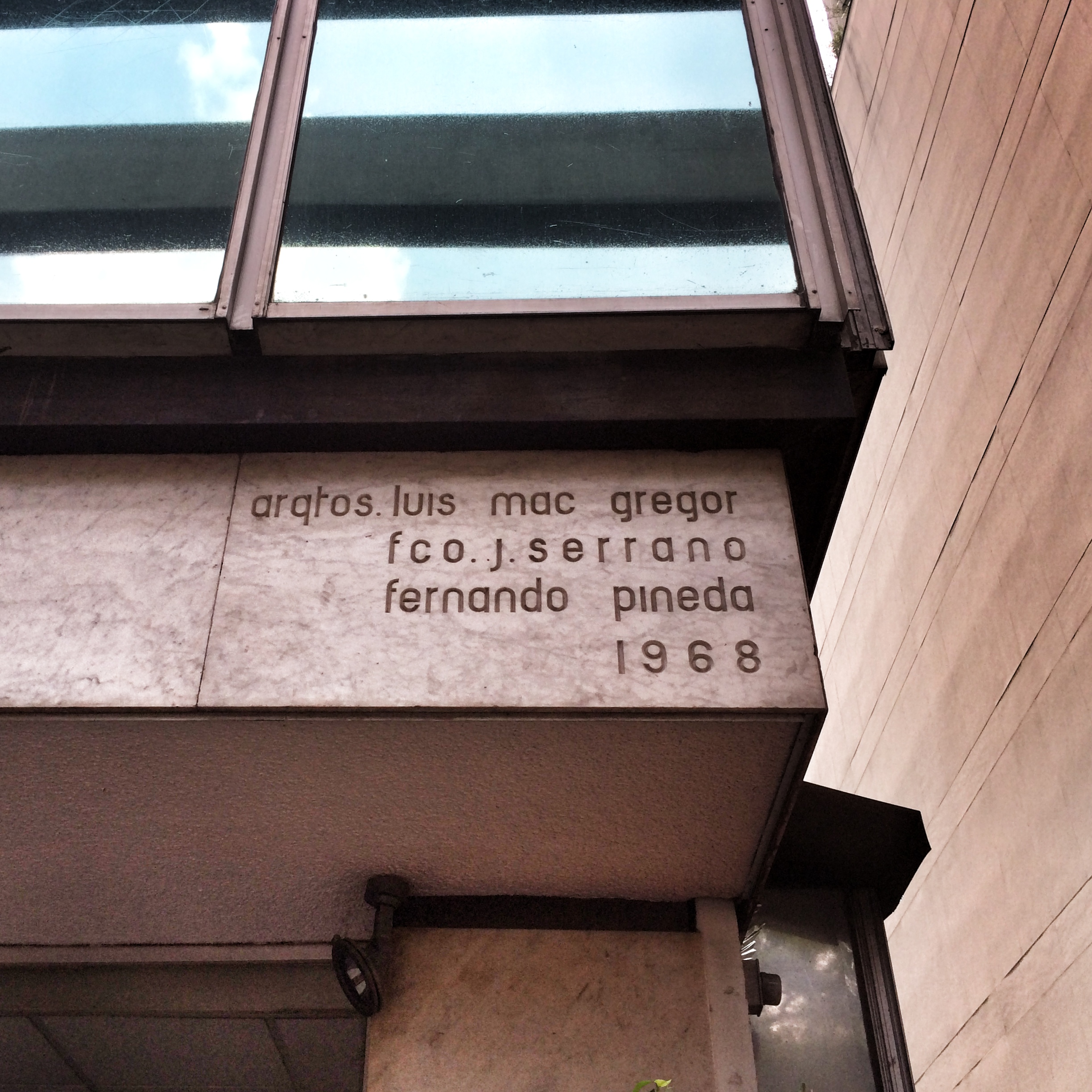
Detalle Edificio Centro Olímpico (Aeroméxico)

- Edificio Martí (1930), esq. Sindicalismo y José Martí, Escandón II

- Edificio Royalty (1936)[2]
- Facultad de Ingeniería (Universidad Nacional Autónoma de México) (colaboración con Fernando Pineda y Luis MacGregor Krieger), 1953[2]
- Cine Teresa (1939-1942), Eje Central Lázaro Cárdenas
- Pasaje Comercial, Polanco[3]
- Edificio Centro Olímpico (1967-8, junto con Luis MacGregor Krieger y Fernando Pineda), ahora matriz de Aeroméxico, Paseo de la Reforma 445, Colonia Cuauhtémoc[4][5]